# Barbro Larsson
För Barbro "Babben" Larsson, se Babben Larsson.
Barbro Eva Linnéa Larsson, född 8 januari 1931 i Stockholm, död 9 januari 2025 i Enskededalen, Stockholm, var en svensk skådespelare och regissör.
Larsson var gift 1951–1957 med skådespelaren Lennart Lindberg. Hon fick sönerna Niklas och Per tillsammans med Lennart Lindberg samt dottern Charlotta Larsson tillsammans med Erland Josephson.
Barbro Larsson är gravsatt på Sandsborgskyrkogården.

## Filmografi
- 1950 – Hjärter Knekt
- 1951 – Fröken Julie
- 1951 – Min vän Oscar
- 1953 – Det var dans bort i vägen
- 1954 – Hästhandlarens flickor
- 1955 – Friarannonsen
- 1955 – Blå himmel
- 1955 – Sista ringen
- 1956 – Sceningång
- 1958 – Greta & Albert (TV-serie)
- 1962 – Den lilla ängeln
- 1965 – En historia till fredag (TV-serie)
- 1968 – Markurells i Wadköping (TV-serie)
- 1969 – Eriksson
- 1970 – Reservatet

### Regi
- 1975 – Hotet mot Anna Anderssons liv
- 1986 – Hummerkriget

## Teater

### Roller
| År   | Roll                       | Produktion                                                     | Regi             | Teater       |
| ---- | -------------------------- | -------------------------------------------------------------- | ---------------- | ------------ |
| 1961 | Rike                       | Kattorna Walentin Chorell                                      | Mimi Pollak      | Dramaten     |
| 1963 | Jenny Långfinger           | Tiggarens opera (The Beggar's Opera) John Gay                  | Per-Axel Branner | Dramaten     |
| 1965 | Yvette Pottier             | Mutter Courage (Mutter Courage und ihre Kinder) Bertolt Brecht | Alf Sjöberg      | Dramaten     |
| 1967 | Barbara                    | Flickan i Montreal Lars Forssell                               | Jackie Söderman  | Dramaten     |
| 1967 | Julia                      | Balansgång (A Delicate Balance) Edward Albee                   | Bo Widerberg     | Dramaten     |
| 1969 | Fräulein Schneider         | Cabaret John Kander, Fred Ebb och Joe Masteroff                | Lars Amble       | Maximteatern |
| 1971 | Kvinna som sjunger Hustrun | Sol, vad vill du mig? Birger Norman                            | Ingvar Kjellson  | Dramaten     |

### Regi (ej komplett)
| År   | Produktion                                  | Upphovsmän                                    | Teater            |
| ---- | ------------------------------------------- | --------------------------------------------- | ----------------- |
| 1976 | Noshörningen Le rhinocéros                  | Eugène Ionesco Översättning Göran O. Eriksson | Örebroensemblen   |
| 1978 | Vargen Claw                                 | Howard Barker                                 | Dramaten          |
| 1982 | Stort och smått Gross und klein             | Botho Strauss Översättning Anders Carlberg    | Dramaten          |
| 1986 | Husets herre Мещане                         | Maksim Gorkij Översättning Ulla Roseen        | Malmö stadsteater |
| 1987 | Främlingarna                                | Joakim Groth                                  | Malmö stadsteater |
| 1989 | Slaget vid Lepanto Scenes from an Execution | Howard Barker Översättning Staffan Holmgren   | Malmö stadsteater |

## Radioteater

### Roller
| År   | Roll               | Produktion                      | Regi            |
| ---- | ------------------ | ------------------------------- | --------------- |
| 1963 | Birgitta Lindkvist | Trivselmyra story Lars Björkman | Hans Lagerkvist |